# Tractats de Saigon
Els tractats de Saigon van ser dos acords separats signats a mitjan segle xix entre el govern de França i la dinastia Nguyen de l'imperi d'Annam a Vietnam amb motiu de l'ocupació francesa del territori vietnamita. Aquests documents van donar inici a la colonització francesa a Indoxina, van permetre la creació de la colònia de la Cotxinxina i van iniciar la creació de la Indoxina francesa.

## Antecedents
El 10 de juliol de 1857 alguns catòlics i missioners espanyols van ser assassinats a l'Imperi d'Annam, entre ells el bisbe de Platea, José María Díaz Sanjurjo. En virtut dels tractats de la Quàdruple Aliança, França i Espanya van acordar l'enviament d'una expedició marítima de càstig a la zona que va arribar el 31 d'agost de 1858. Sense poder capturar la capital Huế, la flota combinada es va dirigir a Saigon, ciutat què varen assaltar el 17 de febrer de 1859 quedant assetjada pels annamites fins a l'arribada de reforços francesos.

## Primer Tractat de Saigon
El Primer Tractat de Saigon es va signar el 5 de juny de 1862, entre els representants de l'imperi francès i l'últim emperador precolonial de la dinastia Nguyen, l'Emperador Tu Duc. L'emperador va cedir la ciutat de Saigon, l'arxipèlag de Côn Đảo i les províncies de Biên Hòa, Gia Dinh, i Dinh Tuong, que van conformar a la colònia de Cotxinxina. Unes altres de les concessions fetes van incloure la llibertat d'evangelització per als missioners francesos i el pagament d'una indemnització per part del Vietnam. L'acord va ser ratificat mitjançant el Tractat d'Huế, signat el 14 d'abril de 1863.

## Segon Tractat de Saigon
El Segon Tractat de Saigon, signat el 15 de març de 1874, va ser negociat per Paul-Louis-Félix Philastre el 1874 i va reiterar l'estipulat en l'acord anterior. Vietnam va reconèixer la plena sobirania de França sobre les tres províncies capturades per l'almirall La Grandière en 1867. Es va obrir el riu Vermell pel comerç, així com els ports d'Hanoi, Hải Phòng i Quy Nhơn.
Encara que França va retornar el control d'Hanoi, l'emperador vietnamita esperava obtenir ajuda de la Xina. Com a resultat, tant França com Xina van reclamar la sobirania sobre el territori vietnamita. Al març de 1882, el primer governador civil de la Cotxinxina, Li Myre de Vilers, va considerar que el tractat de 1874 encara no s'havia complert. Això va conduir a l'ocupació d'Hanoi el 27 d'abril de 1882.